# 章隆
章隆為中國清朝武官官員，本籍福建。1738年（乾隆3年）奉旨調任前往台灣，接任馬驥擔任台灣鎮總兵。是台灣清治時期此期間，受台灣道制約的台灣地區最高軍事首長。
| 前任： 馬驥 | 台灣鎮總兵 1738年上任 | 繼任： 何勉 |

| 前任： 陳倫炯 | 澎湖水師協副將 1732年上任 | 繼任： 顧元亮 |